# Aeroportul Cuamba
Aeroportul Cuamba (IATA: FXO, ICAO: FQCB) este un aeroport din Provincia Niassa, Mozambic ce deservește zona Cuamba. A fost numit după zona deservită.
Situat la o altitudine de 585 m, aeroportul dispune de o singură pistă.